# Directory Opus
A Directory Opus (röviden: DOpus vagy Opus) egy ausztrál fejlesztésű alternatív fájlkezelő szoftver, mely először AmigaOS-re jelent meg 1990-ben, majd Windows-ra 2003-ban. A szoftvert eredetileg Jonathan Potter fejlesztette ki, majd a 2001-ben Amigára kiadott GPL változatot a lengyel Jacek Rzeuski készítette. 2004. október 20-án a svéd Guru Meditation - a GPSoftware-rel kötött megállapodás keretében - megszerezte Directory Opus Magellan jogait Amiga platformra. Ennek az ötös verziónak is kiadták a GNU GPL licenc alatti változatát 2014-ben.

## Licenc
A Dopus alapvetően kereskedelmi szoftver volt 1990 óta. 1999-ben a GPSoftware úgy döntött, hogy az Amiga-szcéna hanyatlásával a szoftver elvesztette piaci értékét, így 2000. január 31-én GNU GPL licenc alatt közzétette a Direcory Opus 4 (v4.12) forráskódjait és befejezte az Amiga platformra történő fejlesztést. A DOpus 4 fejlesztése az Amiga-közösségen belül folyt tovább és Jacek Rzeuski jóvoltából készült el a szoftver GPL licenszű kiadása 2001-ben (v4.16).
Az ötös verziót, vagy más néven Magellánt szintén kereskedelmi célú szoftverként adta ki a GPSoftware, miután Jonathan Potter partnerként csatlakozott a fejlesztőcéghez. Miután a forráskódot és egyéb jogokat a cég 2004-ben eladta, a forráskód 2012. november 29-én felkerült a SourceForge forráskód tárába APL licenc alatt és megkezdődött a portolás a többi Amiga platformra (AmigaOS 4, MorphOS, AROS), illetve az eredeti AmigaOS3 változat továbbfejlesztése.

## Szoftverjellemzők

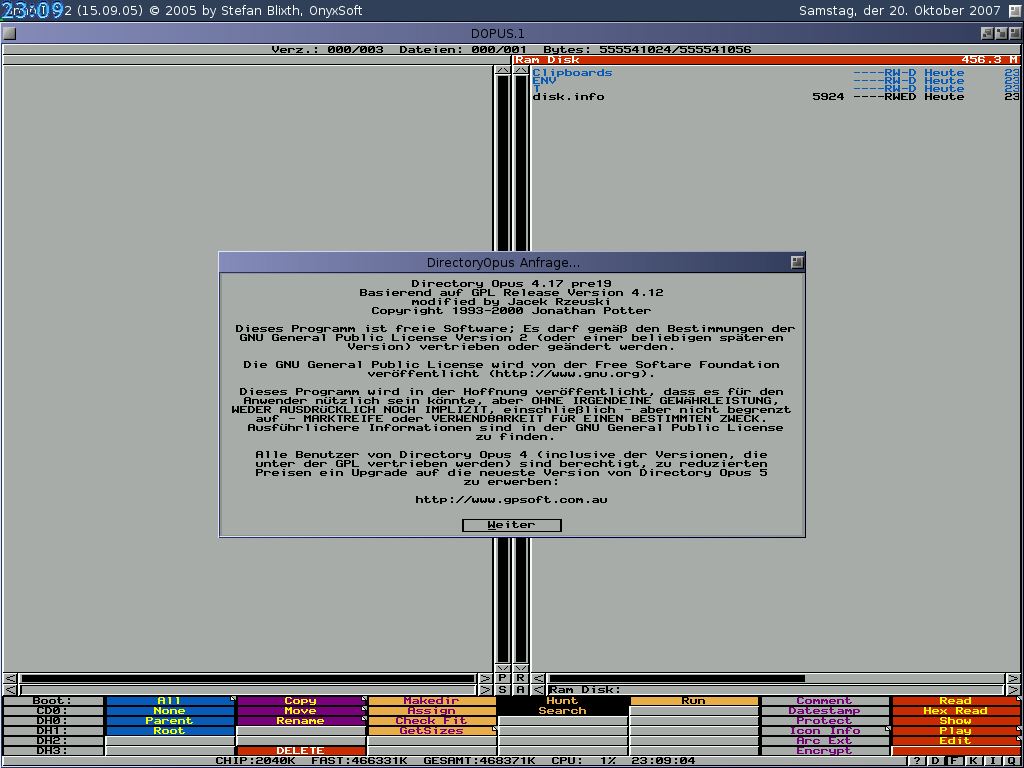

### Amiga verziók
Egyes funkciók csak Directory Opus 4-től elérhetők.
- Kétpaneles fájlböngészés[9]
- Fájlműveletek képernyőgombokon keresztül[9]
- Beépített parancsok[9]
- Szabadon konfigurálható menük, vezérlőgombok[9]
- Mappa fastruktúra[9]
- AGA chipset támogatás (HAM-8 és 256 szín)[9]
- Beépített fájlnéző (viewer) képekhez, zenékhez[9]

### PC verziók 6-11-ig
Directory Opus 6-tól csak Windowsra fejlesztettek.
- Windows Intéző helyettesítő[10]
- Windows-os kép/zeneformátumok kezelése[10]
- Fejlesztett keresés funkció[10]
- Beépített ZIP tömörítő támogatás[10]
- Beépített FTP tömörítő támogatás[10]

### 12.x változat
A 12.30 változat 2022. november 21-én jelent meg. Az alverzió hibajavításokat és minimális funkcióbővítéseket takar.
- Fülek a panelokon (tabbed browsing)
- Nagy DPI-s képernyőmódok (4K, 5K) támogatása
- Tömeges átnevezés lehetősége
- Fájl- és mappacímkék (label) támogatása
- Egyéni fájlrendezési lehetőségek
- Átfogó szkriptkezelés a programon belüli testreszabáshoz
- Konfigurálható fájlnézetek (függőleges, változtatható oszlopszélességek)[12]

### 13.x változat
A 13.6 változat 2024. május 4-én jelent meg. A 13-as főváltozat főbb újításai a következők:
- Sötét mód
- Fejlesztett fájlmásolás
- Indexált keresés
- Kedvencek sáv
- Szelekció grafikus összegzés
- Beíráskori keresés (Find As You Type)
- Javított hosszúfájlnév kijelzés
- Megújult metaadat kijelzés és szerkesztés
- Képkonverter és videónéző
- Megújult szkript-szerkesztő[13]

## Kiadások
| Főverzió        | Alverzió  | Platform | Kiadás dátuma       | Fejlesztő       | Kiadó           |
| --------------- | --------- | -------- | ------------------- | --------------- | --------------- |
| 1               | 1.0       | Amiga    | 1990 január         | Jonathan Potter | Jonathan Potter |
| 2               | 2.0       | Amiga    | 1991 február        | Jonathan Potter | Jonathan Potter |
| 3               | 3.0       | Amiga    | 1991. december 1.   | Jonathan Potter | INOVAtronics    |
| 4               | 4.0-4.12  | Amiga    | 1992. december 4.   | Jonathan Potter | INOVAtronics    |
| 4 GPL           | 4.13-4.16 | Amiga    | 2001 február        | Jacek Rzeuski   | Jacek Rzeuski   |
| 5               | 5.0       | Amiga    | 1995. április 12.   | GPSoftware      | GPSoftware      |
| 5               | 5.5       | Amiga    | 1996. augusztus 1.  | GPSoftware      | GPSoftware      |
| Magellan        | 5.6       | Amiga    | 1997. május 17.     | GPSoftware      | GPSoftware      |
| Magellan II     | 5.8       | Amiga    | 1998. november 1.   | GPSoftware      | GPSoftware      |
| Magellan II GPL | 5.90      | Amiga    | 2014. május 11.     | Guru Meditation | Guru Meditation |
| 6               | 6.0       | PC       | 2001. június 18.    | GPSoftware      | GPSoftware      |
| 8               | 8.0       | PC       | 2004. október 4.    | GPSoftware      | GPSoftware      |
| 9               | 9.0       | PC       | 2007. április 27.   | GPSoftware      | GPSoftware      |
| 10              | 10.0      | PC       | 2011. április 30.   | GPSoftware      | GPSoftware      |
| 11              | 11.0      | PC       | 2014. március 3.    | GPSoftware      | GPSoftware      |
| 12              | 12.0      | PC       | 2016. szeptember 5. | GPSoftware      | GPSoftware      |
| 13              | 13.0      | PC       | 2024. január 23.    | GPSoftware      | GPSoftware      |
|                 | 13.6      | PC       | 2024. május 4.      | GPSoftware      | GPSoftware      |

## Hatása
A Linux-alapú operációs rendszerek alá fejlesztett Worker fájlmenedzser nagymértékben merített a Directory Opus kinézetéből és működéséből.

## Fordítás
- Ez a szócikk részben vagy egészben  a   Directory Opus című angol Wikipédia-szócikk fordításán alapul.  Az eredeti cikk szerkesztőit annak laptörténete sorolja fel. Ez a jelzés csupán a megfogalmazás eredetét és a szerzői jogokat jelzi, nem szolgál a cikkben szereplő információk forrásmegjelöléseként.